# Associazione Calcio Bellinzona
Associazione Calcio Bellinzona é um clube de futebol da Suíça. Foi campeão suíço em 1948.
Bellinzona é uma região de língua italiana, então muitos clubes Italianos cedem por empréstimo jovens jogadores para o Bellinzona para ganhar experiência. A AS Roma é um clube-mãe do Bellinzona, ou seja cede jogadores de empréstimo. 
Bellinzona foi promovido para a Swiss Super League depois de vencer o St. Gallen por 5-2 no agregado no play-off de rebaixamento após a temporada de 2007-2008. Bellinzona jogou o mais alto nível na temporada 2008-2009, pela primeira vez desde a temporada 1989-90. Como finalistas da Copa da Suíça, a equipe também se qualificou para a Taça UEFA 09/08, onde enfrentaram Ararat Yerevan da Arménia na 1 ª rodada de qualificação.
Bellinzona é uma região de língua italiana, Serie A italiana muitos clubes de jovens jogadores sedem de empréstimo para o Bellinzona para ganhar experiêmcia. A AS Roma é um clube-mãe Bellinzona ou seja sede jogadores de empréstimo. 
Bellinzona foi promovido para a Swiss Super League depois de vencer o St. Gallen por 5-2 no agregado no play-off de rebaixamento após a temporada de 2007-2008. Bellinzona vai jogar ao mais alto nível na temporada 2008-2009, pela primeira vez desde a temporada 1989-90. Como finalistas da Copa da Suíça, a equipe também se qualificou para a Taça UEFA 09/08, onde o espancaram Ararat Yerevan da Arménia na 1 ª ronda de qualificação.
O lateral-esquerdo Vinicius B. Gasparini e o meia Wagner de Oliveira Junior, foram dois jogadores brasileiros que fizeram muito sucesso no território suiço.